# Marzio
Marzio là một đô thị ở tỉnh Varese trong vùng Lombardia, có cự ly khoảng 60 km về phía tây bắc của Milan và khoảng 13 km về phía bắc của Varese. Tại thời điểm ngày 31 tháng 12 năm 2004, đô thị này có dân số 290 người và diện tích là 2,0 km².
Marzio giáp các đô thị: Brusimpiano, Cadegliano-Viconago, Cuasso al Monte, Lavena Ponte Tresa, Marchirolo.